# Hiloula
La Hiloula (judéo-araméen הילולא, substantif féminin formé à partir de la racine הלל, HLL, dont le sens premier est « crier avec joie et crainte ») est une coutume juive consistant à se rendre sur les tombeaux de tsaddikim (c’est-à-dire, les Justes) le jour anniversaire de leur mort, et de commémorer cette mort au moyen d'une cérémonie festive au cours de laquelle les pèlerins lisent des Psaumes et autres textes sacrés ou considérés comme tels (comme le Zohar).
La Hiloula s'apparente fortement aux pèlerinages sur les tombes de saints musulmans, et chrétiens.

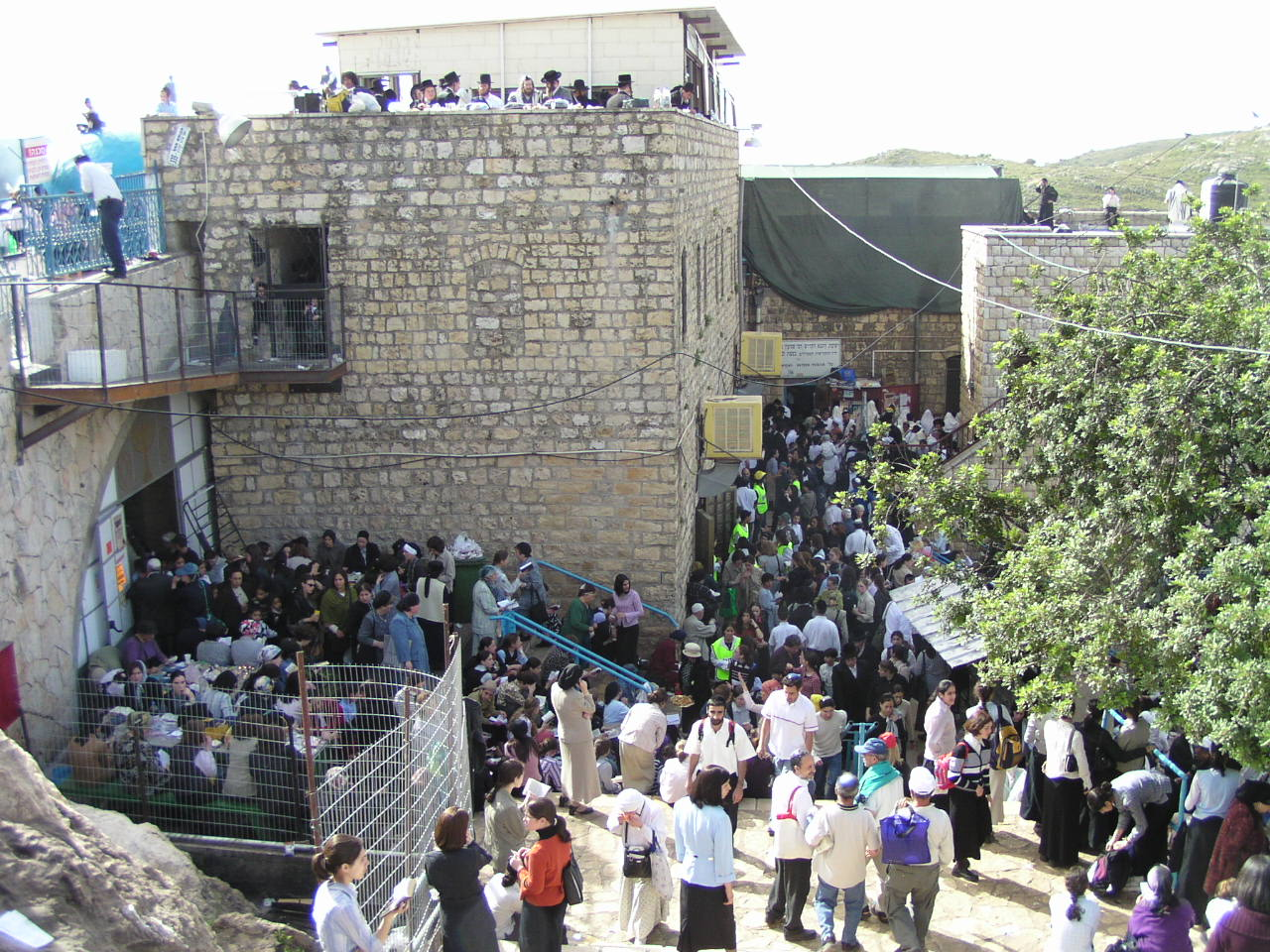
La tombe de Rabbi Shimon bar Yohaï à Meron pendant sa Hiloula, à Lag Baʿomer.

## Caractère particulier de lahiloula
Elle se distingue des célébrations habituelles de l'anniversaire de la mort de proches, appelée yahrzeit (yiddish : ייארצייט) chez les Juifs ashkénazes, et hazkarah (hébreu : הזכרה) chez les Juifs séfarades, ou des commémorations collectives de parents défunts (yizkor) observées lors des grandes fêtes juives. En effet, la Hiloula est associée à des manifestations spontanées de joie, alors que dans les rites du deuil, toute manifestation de joie est interdite. Une des hiloula les plus traditionnellement fêtées, tant dans le judaïsme ashkénaze que dans le judaïsme séfarade, celle de Rabbi Shimon bar Yohaï, célébrée à Lag Baʿomer, le 33e jour du mois du ʿOmer (18 Iyar) met précisément fin à une période de deuil, pendant laquelle on s'abstenait des bains d'agrément ou des soins corporels.
 Les rituels exacts diffèrent en fonction du tzaddik commémoré ainsi que des minhagim de la communauté.
Au cours d'une hiloula traditionnelle, les pèlerins se rendant sur le lieu de la sépulture y séjournent parfois plusieurs jours, chantent, dansent, lisent des textes dont les Psaumes, festoient, déposent des aliments ou des boissons sur les pierres tombales. Certains y déposent également des liquides afin de leur conférer une fonction thaumaturgique.
Les lieux de sépulture peuvent être architecturalement élaborés, comme c'est le cas de la tombe de Rabbi Shimon bar Yohaï sur le mont Méron. Là encore, cette pratique tranche avec la discrétion qui entoure habituellement le lieu de sépulture dans le judaïsme (cf. le tombeau inconnu de Moïse sur le mont Nébo).

## Autreshiloula
- La hiloula du kabbaliste rabbi Israël Abehassera, plus connu sous le nom de Baba Salé, est célébrée le 4 du mois de Shevat.
- Rabbi Yitzchak ben Walid le 9 Adar Sheni
- Rabbi Haim Pinto Hagadol le 26 Eloul